# Bourscheid
Bourscheid là một xã trong vùng hành chính Lorraine, thuộc tỉnh Moselle, quận Sarrebourg, tổng Phalsbourg. Tọa độ địa lý của xã là 48° 46' vĩ độ bắc, 07° 11' kinh độ đông. Bourscheid nằm trên độ cao trung bình là 283 mét trên mực nước biển, có điểm thấp nhất là 279 mét và điểm cao nhất là 332 mét. Xã có diện tích 3,99 km², dân số vào thời điểm 1999 là 227 người; mật độ dân số là 56 người/km². Xã thuộc Pháp từ 1661. Nằm trong vùng đất của Bourscheid là cảng hàng không Phalsbourg-Bourscheid.

## Thông tin nhân khẩu
| 1962 | 1968 | 1975 | 1982 | 1990 | 1999 |
| ---- | ---- | ---- | ---- | ---- | ---- |
| 61   | 67   | 121  | 130  | 121  | 227  |